# Mike Carey (Politiker)

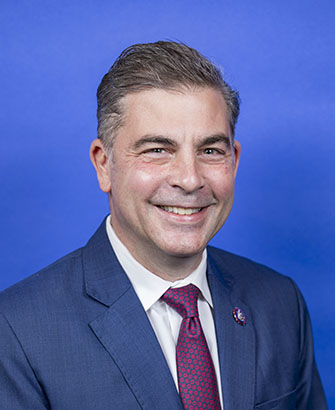
Mike Carey (2021)

Michael Todd Whitaker „Mike“ Carey (* 13. März 1971 in Sabina, Clinton County, Ohio) ist ein US-amerikanischer Politiker der Republikanischen Partei. Seit November 2021 vertritt er den 15. Distrikt des Bundesstaats Ohio im Repräsentantenhaus der Vereinigten Staaten.

## Familie, Ausbildung und Beruf
Mike Carey besuchte die Schule in Sabina. Nach seinem Schulabschluss 1989 absolvierte er das Marion Military Institute, ein militärisch ausgerichtetes Junior College, mit einem Associate of Science und besuchte anschließend die Ohio State University, wo er 1993 einen Bachelor of Arts in Geschichte erwarb. Carey arbeitet bei American Consolidated Natural Resources, einem Unternehmen des Kohlebergbaus, und war Vorstandsvorsitzender der Ohio Coal Association, einer Lobbyorganisation. Von 1989 bis 1999 diente er in der United States Army Reserve. Von 1995 bis 1998 war er Mitarbeiter des Abgeordneten Robert Ney.
Er lebt zusammen mit seiner Frau Meghan und zwei seiner drei Kinder in Columbus (Ohio).

## Politische Laufbahn
Carey trat bei einer Nachwahl für den 15. Kongresswahlbezirk von Ohio an, nachdem der Amtsinhaber Steve Stivers zurückgetreten war, um Präsident der Handelskammer von Ohio zu werden. In der republikanischen Vorwahl traten elf Kandidaten an, unter denen sich Carey mit 37 % der Stimmen durchsetzen konnte. In der allgemeinen Wahl am 2. November 2021 gewann er den Bezirk gegen die Demokratische Kandidatin Allison Russo mit 58,3 zu 41,7 % der Stimmen. Carey wurde in der Vorwahl unter anderem von Donald Trump unterstützt (Endorsement). Er wurde am 4. November 2021 gemeinsam mit der Demokratin Shontel Brown vereidigt.
Die Primary (Vorwahl) seiner Partei für die Wahlen 2022 am 3. Mai gewann er ohne Gegenkandidaten. Er trat am 8. November 2022 gegen Gary Josephson von der Demokratischen Partei an und entschied diese Wahl mit 60,7 % der Stimmen für sich. Somit war er im Repräsentantenhaus des 118. Kongresses vertreten. In der Vorwahl zur Kongresswahl 2024 hatte er keinen republikanischen Herausforderer. In der Hauptwahl zum 119. Kongress setzte sich Mike Carey mit 56,5 % gegen den Demokraten Adam Miller durch. Seine aktuelle Legislaturperiode im Repräsentantenhaus des 119. Kongresses dauert bis zum 3. Januar 2024.

### Ausschüsse
Er ist aktuell Mitglied in folgenden Ausschüssen des Repräsentantenhauses:
- Committee on Ways and Means
  - Work and Welfare
  - Social Security
- Committee on House Administration
  - Modernization

Carey war zuvor auch Mitglied des Committee on Science, Space, and Technology sowie des Committee on the Budget.